# Гаврилюк Тамара Михайлівна
Тамара Михайлівна Гаврилюк (дошлюбне прізвище — Стасюк; нар. 14 грудня 1995) — українська легкоатлетка, яка спеціалізується в спортивній ходьбі, чемпіонка України.
На національних змаганнях представляє Житомирську область.
Тренується під керівництвом Андрія та Віктора Чернових.

## Основні міжнародні виступи
| Рік  | Змагання                            | Місто     | Місце | Дисципліна   | Примітки |
| ---- | ----------------------------------- | --------- | ----- | ------------ | -------- |
| 2014 | Кубок світу з ходьби                | Тайцан    | 36    | ходьба 10 км | U20      |
| 2017 | Чемпіонат Європи серед молоді       | Бидгощ    | 16    | ходьба 20 км |          |
| 2017 | Універсіада                         | Тайбей    | 11    | ходьба 20 км |          |
| 2018 | Командний чемпіонат світу з ходьби  | Тайцан    | 66    | ходьба 20 км |          |
| 2019 | Кубок Європи з ходьби               | Алітус    | 39    | ходьба 20 км |          |
| 2021 | Командний чемпіонат Європи з ходьби | Подєбради | DNS   | ходьба 35 км | [ 2 ]    |